# Novembre 1838

## Événements
- 4 novembre, France : débuts de l'actrice Ernesta Grisi.

- 5 novembre : le Honduras quitte la Fédération. Début de la guerre civile en Amérique centrale.

- 7 et 9 novembre : batailles de Lacolle et Odelltown. Fin de la rébellion du Haut-Canada.

- 8 novembre, France : au Théâtre de la Renaissance, première de Ruy Blas. Le Théâtre étant inauguré ce même jour, la pièce de Victor Hugo est précédée d'un discours en vers dû à Méry.

- 27 novembre : Delloye met en vente les exemplaires imprimés de Ruy Blas.

- 27 novembre - 5 décembre : bataille de San Juan de Ulúa. Guerre de la pâtisserie entre la France et le Mexique.

## Naissances
- 11 novembre : Eugène Lefébure (mort en 1908), égyptologue français.
- 24 novembre : Jacques-François Abbadie, magistrat et écrivain français († 27 février 1912).
- 30 novembre : Adrien Arcelin (mort en 1904), géologue et archéologue préhistorien français.

## Décès
- 4 novembre : Louis-Claude Malbranche, peintre et lithographe français (° 3 septembre 1790).
- 9 novembre : Friedrich Carl Gröger, peintre et lithographe allemand (° 14 octobre 1766).
- 17 novembre : François Broussais (né en 1772), médecin et chirurgien français.